# Tróspio
Tróspio ou cloreto de tróspio é um fármaco utilizado pela medicina como antiespasmódico de vias urinárias, nas situações de bexiga hiperativa, incontinência urinária, nictúria, polaciúria e distúrbios urodinâmicos.
É um fármaco sintético, que apresenta potentes efeitos antimuscarínicos (nos receptores M1 e M3 principalmente) e ganglioplégicos. Este medicamento apresenta baixa toxicidade e é eliminado inalterado na urina.

## Contraindicações
Associações com outros medicamentos antimuscarínicos ou anticolinérgicos potencializam os efeitos do tróspio. Amantadina, tricíclicos, simpatomiméticos de ação beta, disopiramida, quinidina e anti-histamínicos são contra-indicados.